# 9622 Terryjones
9622 Terryjones är en asteroid i huvudbältet som upptäcktes den 21 mars 1993 i samband med projektet UESAC. Den fick den preliminära beteckningen 1993 FV26 och  namngavs senare efter Terry Jones, en av medlemmarna i Monty Python.
Terryjones senaste periheliepassage skedde den 1 januari 2023.

## Namngivningen
Terryjones är den sjätte i en serie av sex asteroider som namngetts efter medlemmarna i Monty Python. Här är den fullständiga listan:
- 9617 Grahamchapman
- 9618 Johncleese
- 9619 Terrygilliam
- 9620 Ericidle
- 9621 Michaelpalin
- 9622 Terryjones
- 13681 Monty Python